# Schlehdorf
Schlehdorf là một đô thị ở huyện Bad Tölz-Wolfratshausen bang Bayern nước Đức. Đô thị Schlehdorf có diện tích 25,39 km², dân số thời điểm ngày 31 tháng 12 năm 2006 là 1219 người. Tu viện Schlehdorf toạ lạc ở đây.

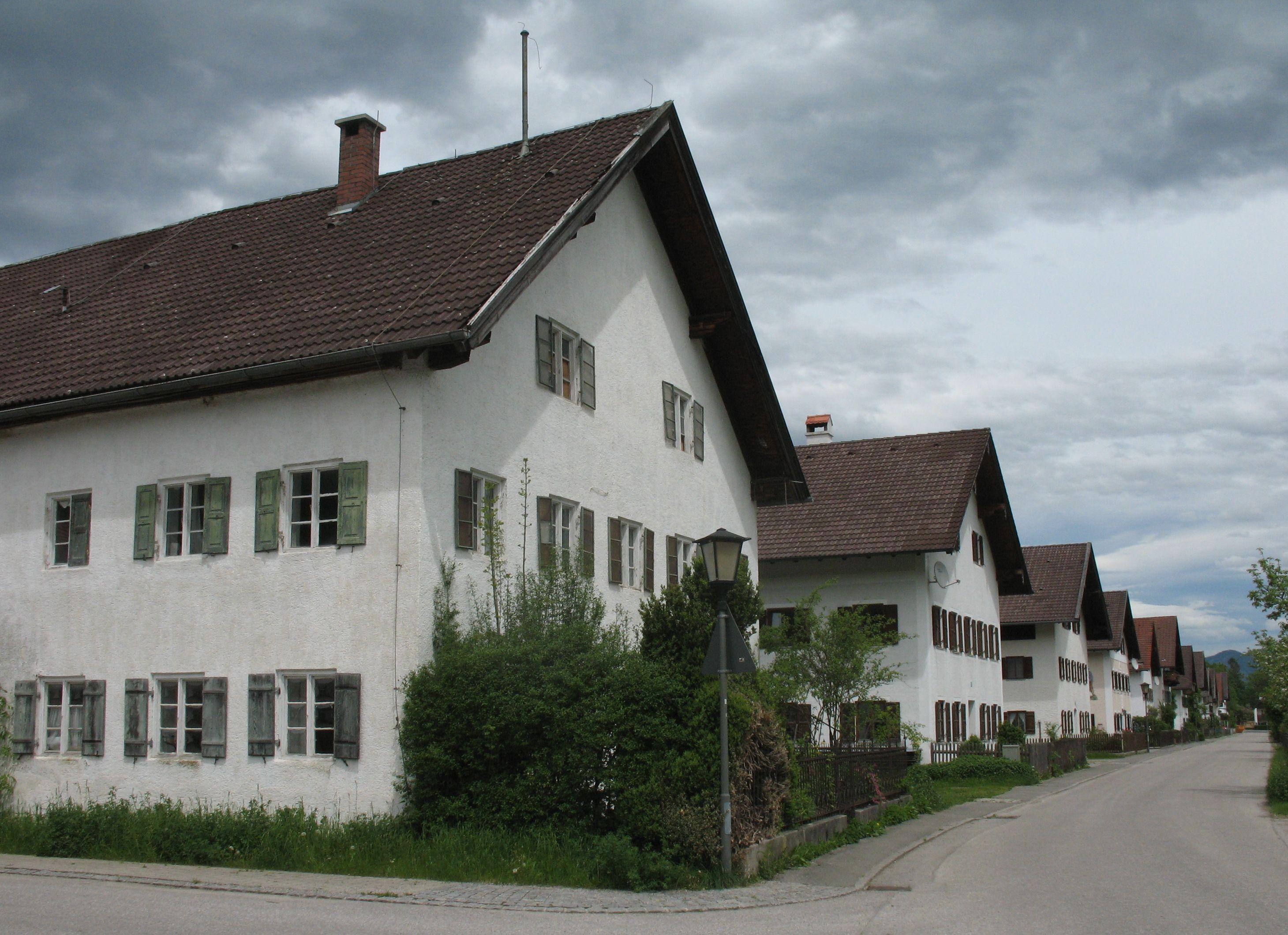
Seestr.
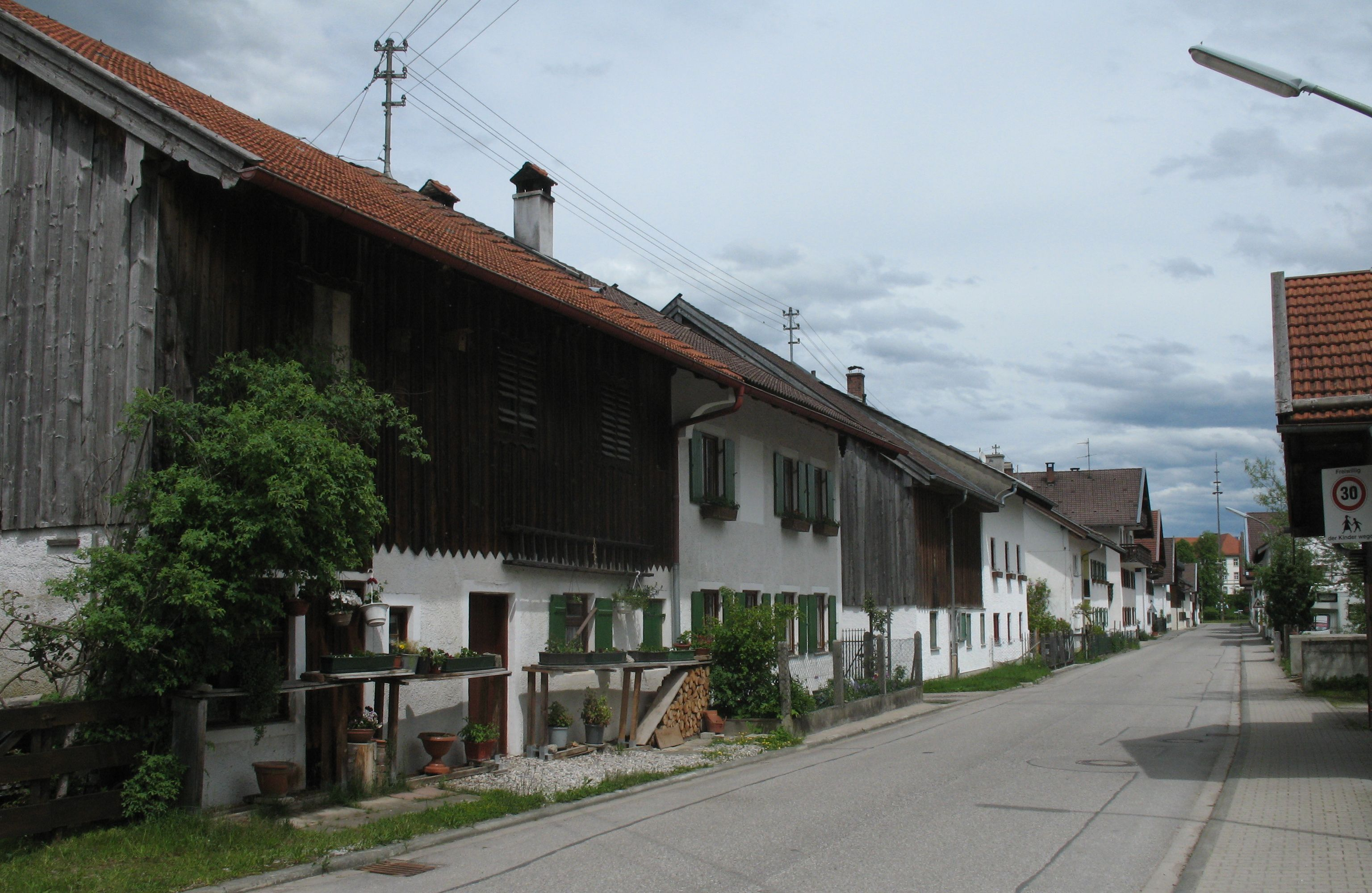
Mittelstr.
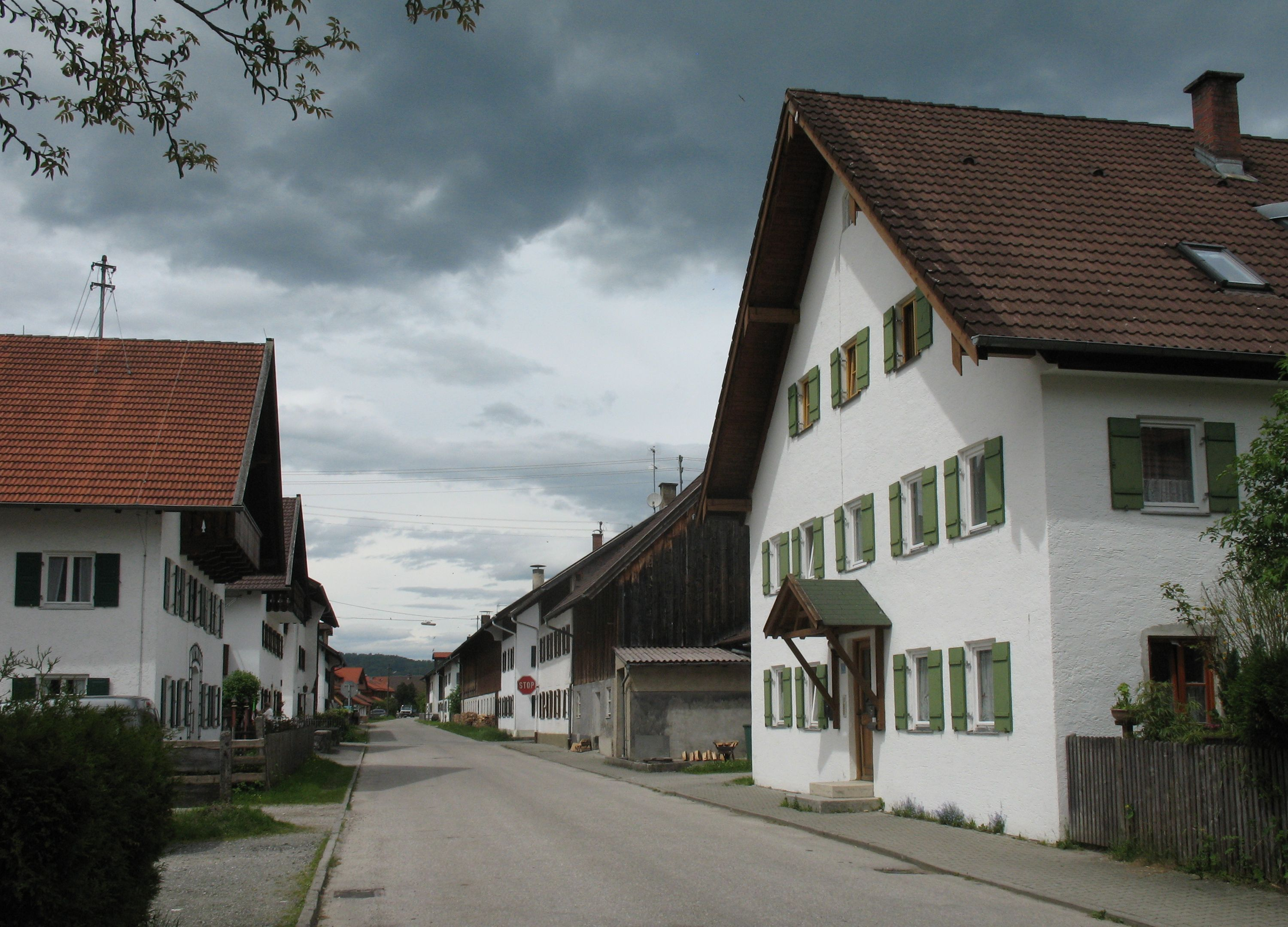
Karpfseestr.
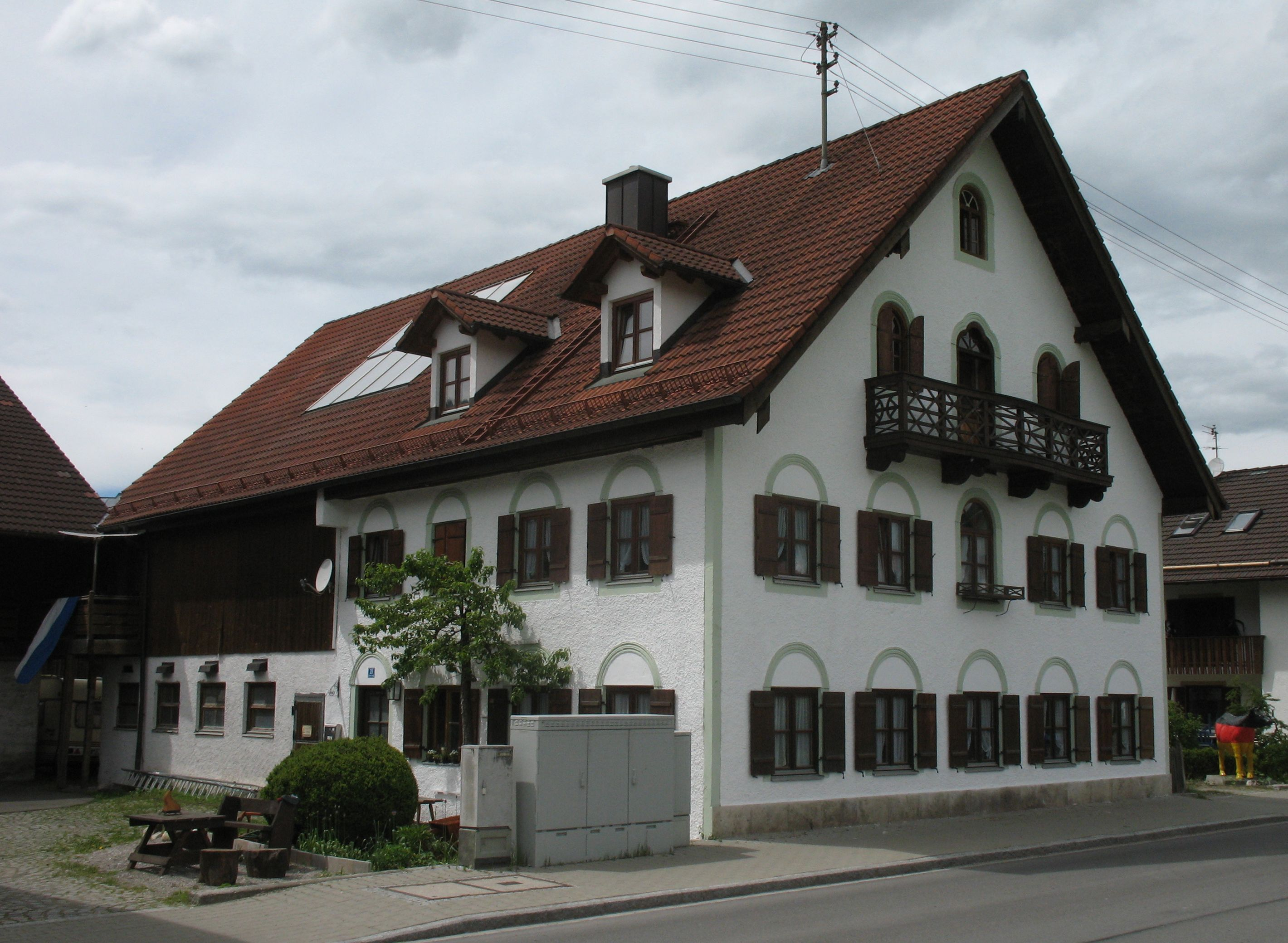
Kocheler Str.